# 加西市健康福祉会館
加西市健康福祉会館（かさいしけんこうふくしかいかん）は、兵庫県加西市北条町にある3階建ての保健福祉センターである。愛称はラヴィ加西。

## 概要
健康福祉サービスを推進しており、市民の憩いの場となっている。
貸室があり、1階には大会議室（ホール）、ふれあいの間2、ふれあいの間2がある。2階には研修室1、研修室2、研修室3がある。
いこいの間は囲碁、将棋、卓球ができる。健康づくりの運動教室が開催されている。